# Tsarevo
Tsarevo (en búlgaro: Царево, también transliterado como Carevo o Tzarevo, anteriormente conocido como Michurin, búlgaro: Мичурин y Vasiliko, griego: Βασιλικόν) es una ciudad pequeña en el sureste de Bulgaria, un centro administrativo del municipio de Tsarevo en la provincia de Burgas. Se encuentra en una ensenada de 70 km al sureste de Burgas, en el sur de la costa búlgara del mar Negro al pie oriental de las montañas de Strandzha. Desde diciembre de 2009, la ciudad tiene una población de 5.884 habitantes.

## Clima
| Parámetros climáticos promedio de Tsarevo | Parámetros climáticos promedio de Tsarevo | Parámetros climáticos promedio de Tsarevo | Parámetros climáticos promedio de Tsarevo | Parámetros climáticos promedio de Tsarevo | Parámetros climáticos promedio de Tsarevo | Parámetros climáticos promedio de Tsarevo | Parámetros climáticos promedio de Tsarevo | Parámetros climáticos promedio de Tsarevo | Parámetros climáticos promedio de Tsarevo | Parámetros climáticos promedio de Tsarevo | Parámetros climáticos promedio de Tsarevo | Parámetros climáticos promedio de Tsarevo | Parámetros climáticos promedio de Tsarevo |
| Mes                                       | Ene.                                      | Feb.                                      | Mar.                                      | Abr.                                      | May.                                      | Jun.                                      | Jul.                                      | Ago.                                      | Sep.                                      | Oct.                                      | Nov.                                      | Dic.                                      | Anual                                     |
| ----------------------------------------- | ----------------------------------------- | ----------------------------------------- | ----------------------------------------- | ----------------------------------------- | ----------------------------------------- | ----------------------------------------- | ----------------------------------------- | ----------------------------------------- | ----------------------------------------- | ----------------------------------------- | ----------------------------------------- | ----------------------------------------- | ----------------------------------------- |
| Temp. máx. media (°C)                     | 9                                         | 11                                        | 12                                        | 16                                        | 22                                        | 26                                        | 28                                        | 28                                        | 25                                        | 21                                        | 16                                        | 11                                        | 18.8                                      |
| Temp. mín. media (°C)                     | 2                                         | 3                                         | 5                                         | 8                                         | 14                                        | 18                                        | 20                                        | 20                                        | 17                                        | 13                                        | 8                                         | 5                                         | 11.1                                      |
| Fuente: stringmeteo.com julio de 2015     |                                           |                                           |                                           |                                           |                                           |                                           |                                           |                                           |                                           |                                           |                                           |                                           |                                           |